# Nižná Polianka
Nižná Polianka je obec na Slovensku v okrese Bardejov. Žije v ní 221 obyvatel. První písemná zmínka o vesnici pochází z roku 1515. Za první světové války byla vesnice v roce 1914 vypálena a následně v letech 1915 až 1917 obnovena. Je zde lyžařské středisko a přírodní letní koupaliště. Je zde hraniční přechod s Polskem  Nižná Polianka – Ożenna.

## Pamětihodnosti
- řeckokatolický chrám svatých Kosmy a Damiána z roku 1923
- pravoslavný chrám Narození Přesvaté Bohorodičky z roku 1992
- vojenský hřbitov z první světové války (Nižná Polianka I.) s hroby 346 německých, třiceti rakousko-uherských a osmi ruských vojáků[5][6]
- vojenský hřbitov (Nižná Polianka II.) se 190 pohřbenými vojáky[5]
- V katastrálním území obce leží přírodní rezervace Pod Beskydom.